# Höglands naturminne
Höglands naturminne este o arie protejată (arie specială de conservare — SAC, sit de importanță comunitară — SCI) din Suedia întinsă pe o suprafață de 0,4 ha, integral pe uscat.

## Localizare
Centrul sitului Höglands naturminne este situat la coordonatele 62°48′59″N 16°39′02″E / 62.8164°N 16.6505°E.

## Înființare
Situl Höglands naturminne a fost declarat sit de importanță comunitară în aprilie 2004 pentru a proteja 1 specie de plante. Situl a fost protejat și ca arie specială de conservare în martie 2011.

## Biodiversitate
Situată în ecoregiunea boreală, aria protejată nu include niciun habitat protejat.
La baza desemnării sitului se află o specie protejată de  plante: papucul doamnei (Cypripedium calceolus).